# Galaxies des Antennes
Pour les articles homonymes, voir Antenne.
Arp 244 ou galaxies des Antennes (NGC 4038 + NGC 4039 ou Caldwell 60 + Caldwell 61) sont une paire de galaxies particulières à spirales magellaniques en interaction, d'environ 34 kal de diamètre, située à environ 69 Mal dans la constellation du Corbeau, au-delà du Groupe local de galaxies. 

## Histoire
Cette paire de galaxies spirales magellaniques a été découverte en 1785 par l'astronome germano-britannique William Herschel. 

## Une collision galactique

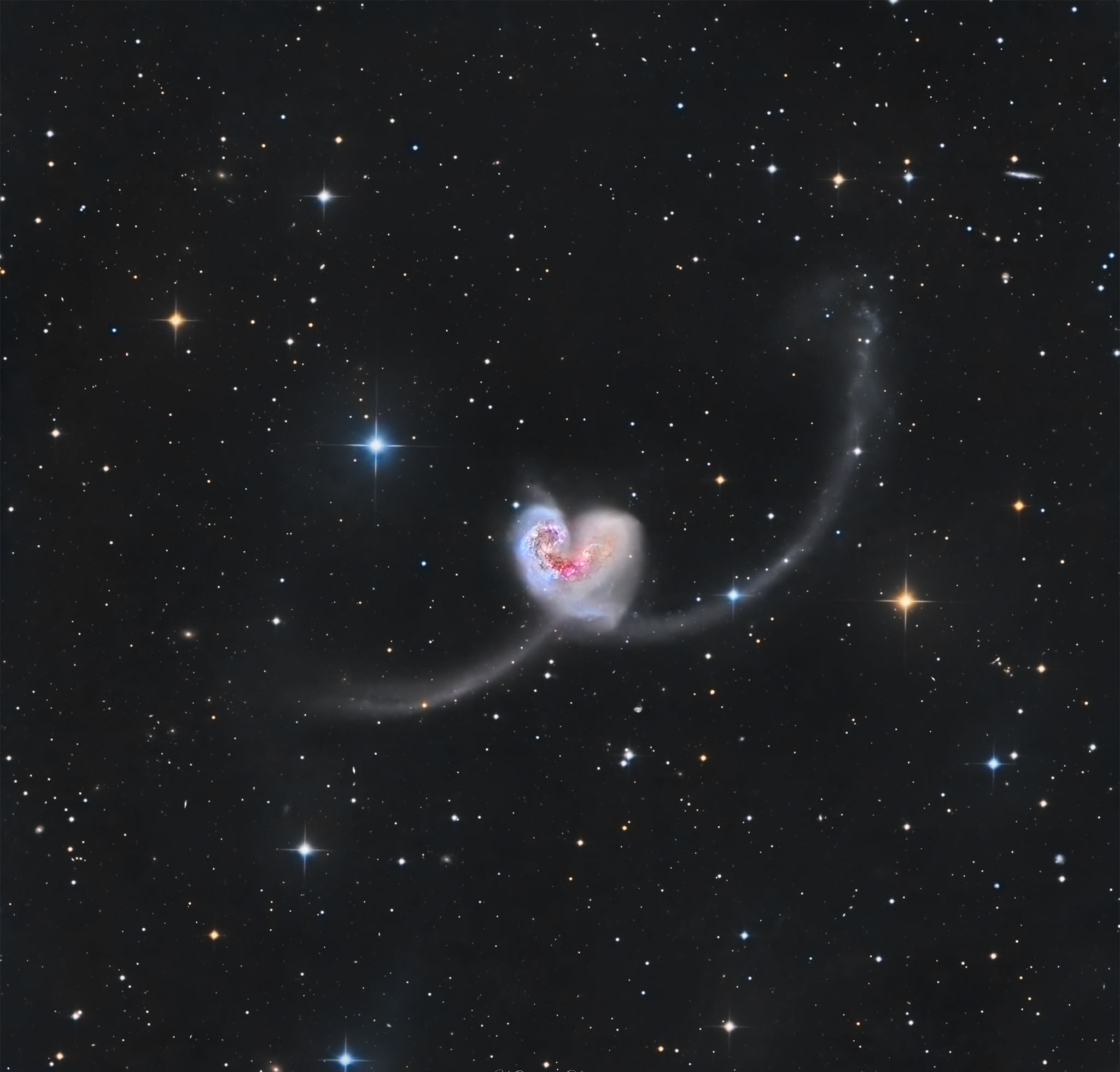
Galaxies des Antennes

Les galaxies des Antennes sont la résultante d'une collision en cours de galaxies en interaction, débutée il y a environ 900 millions d'années. Situées dans le groupe de NGC 4038 avec au moins 26 autres galaxies, ces deux galaxies sont connues sous le nom d'« Antennes » parce que les deux grandes excroissances de type queues de marée d'accrétion gravitationnelle d'étoiles, de gaz et de poussières, éjectés hors de leur galaxie lors de la collision, ressemblent aux antennes d'un insecte. 
Les galaxies des Antennes des deux galaxies sont en cours de fusion progressive pour devenir une galaxie à sursauts de formation d'étoiles massive unique. Dans plusieurs millions d'années, les bulbes galactiques de NGC 4038 et NGC 4039 entreront en collision, devenant un noyau unique entouré d'étoiles, de gaz et de poussière. Certaines observations et simulations suggèrent que ces galaxies fusionneront finalement en galaxie elliptique. 
La collision entre la galaxie d'Andromède et la Voie lactée pourrait suivre ce scénario dans quelques milliards d'années.

## Caractéristiques

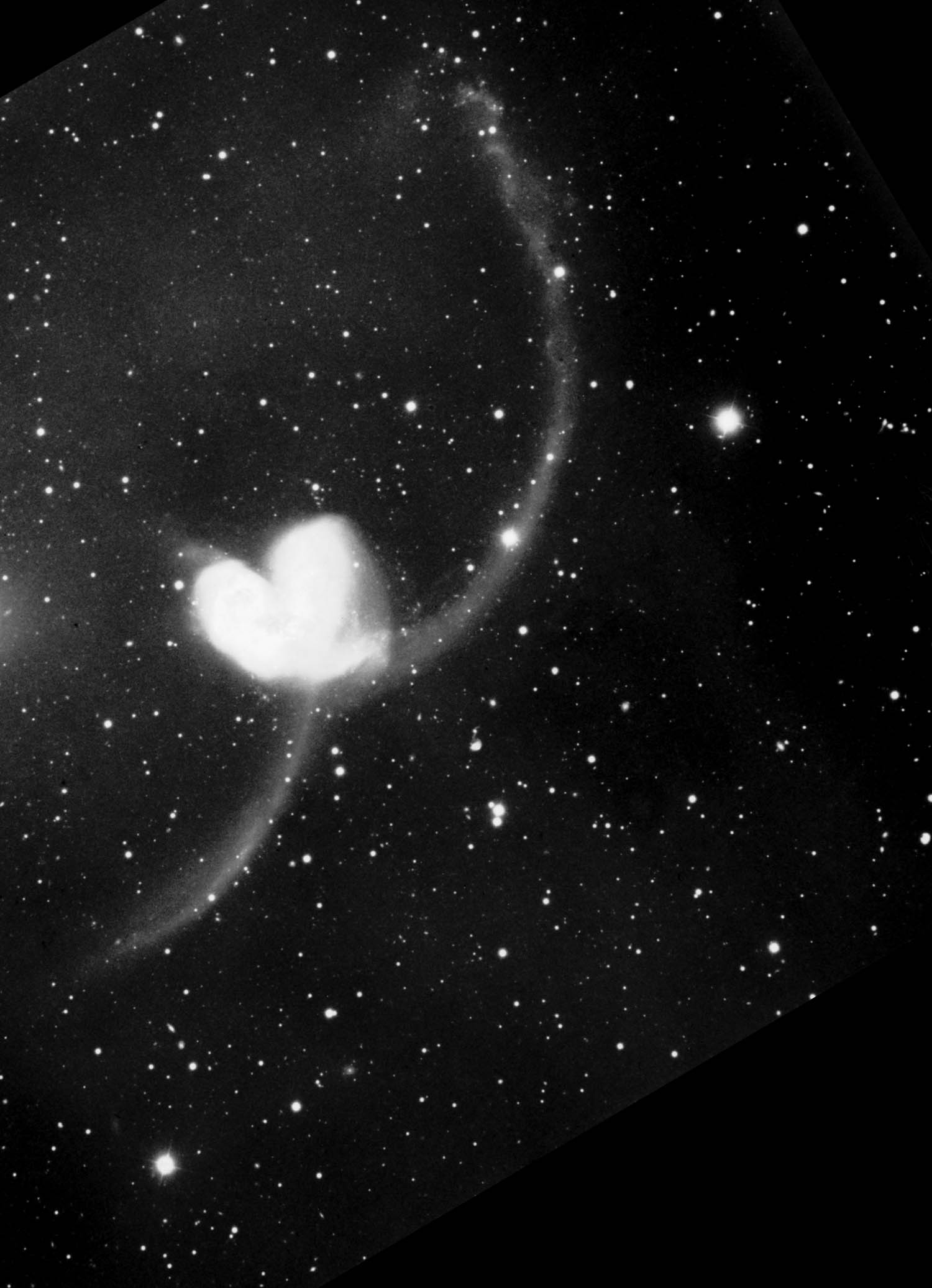
Ce sont ces deux arcs qui s'étendent sur des milliers d'années-lumière qui sont à l'origine du nom populaire de cette paire de galaxies, la galaxie des Antennes (télescope spatial Hubble.)

NGC 4038 est une très vaste galaxie spirale barrée (SB(s)m pec),. Sa vitesse par rapport au fond diffus cosmologique est de 1 979 ± 25 km/s, ce qui correspond à une distance de Hubble de 29,19 ± 2,08 Mpc (∼95,2 millions d'al). L'encadré à droite montre les données de NGC 4038. Celles de NGC 4039 sont reproduites sur sa page.
Cette paire de galaxies a été utilisée par l'astronome Gérard de Vaucouleurs comme un exemple de galaxie particulière (Pec).
La classe de luminosité de NGC 4038 est V et elle présente une large raie HI. La luminosité de la galaxie NGC 4038/9 dans l'infrarouge lointain (de 40 à 400 µm)  est égale à 5,37 × 1010 {\displaystyle L_{\odot }} (1010,73{\displaystyle L_{\odot }}) et sa luminosité totale dans l'infrarouge (de 8 à 1 000 µm) est de 6,92 × 1010 {\displaystyle L_{\odot }} (1010,84{\displaystyle L_{\odot }}).
À ce jour, 27 mesures non basées sur le décalage vers le rouge (redshift) donnent une distance de 21,056 ± 3,941 Mpc (∼68,7 millions d'al), ce qui est à l'extérieur des valeurs de la distance de Hubble. Puisque cette galaxie est relativement rapprochée du Groupe local, cette distance est peut-être plus près de sa distance réelle que la distance de Hubble. Notons que c'est avec la valeur moyenne des mesures indépendantes, lorsqu'elles existent, que la base de données NASA/IPAC calcule le diamètre d'une galaxie.

## Morphologie
Eskridge, Frogel et Pogge ont publié un article en 2002 décrivant la morphologie de 205 galaxies spirales ou lenticulaires rapprochées. Les observations ont été réalisées dans la bande H de l'infrarouge et dans la bande B (le bleu). Selon Eskridge et ses collègues, NGC 4038 et NGC 4039 est de type S pec dans la bande B et dans la bande H. La galaxie nord de la galaxies des Antennes (NGC4038) présente un noyau noueux avec un bras proéminent émergeant au sud-ouest. À mesure que le bras s'approche du sud de NGC 4038, il s'incurve vers le nord et se brise en un éventail de nœuds de formation d’étoiles du côté sud-est. La galaxie sud des Antennes (NGC 4039) présente un noyau ponctuel ainsi qu'un bras peu lumineux qui émerge du sud-ouest se transformant rapidement en structure de faible brillance de surface. Le côté nord-est du bras se confond rapidement evec le pont de formation d'étoiles au nord de NGC 4039.

## Supernova
Cinq supernovas ont été découvertes dans les galaxies des Antennes : 
- SN 1921A supernova de type non déterminé, découverte par Edwin Hubble le 1er mars 1921[10].

- SN 1974E supernova de type non déterminé, découverte par l'astronome hongrois Miklós Lovas le 21 mars 1974, de type non  déterminé[11].

- SN 2004gt supernova de type Ic[12], découverte par l'astronome amateur sud africain Berto Monard[13] le 12 décembre 2004.

- SN 2007sr supernova de type Ia[14], découverte le 18 décembre 2007 dans le cadre du programme CRTS (Catalina Real-Time Transient Survey) de l'institut Caltech.

- SN 2013dk supernova de type Ic[15], découverte le 22 juin 2013 dans le cadre du programme de recherche de supernovas CHASE (CHilean Automatic Supernova sEarch).

## Groupe de NGC 4038
Selon A.M. Garcia, les galaxies NGC 4038 et NGC 4039 font partie d'un groupe de galaxies qui compte au moins 27 membres, le groupe de NGC 4038. Les autres membres du New General Catalogue du groupe sont NGC 3955, NGC 3956, NGC 3957, NGC 3981, NGC 4024, NGC 4027, NGC 4033, NGC 4035,  ainsi que NGC 4050.
Le groupe de NGC 4038 fait partie du superamas de la Vierge aussi appelé le Superamas local,.

## Galerie

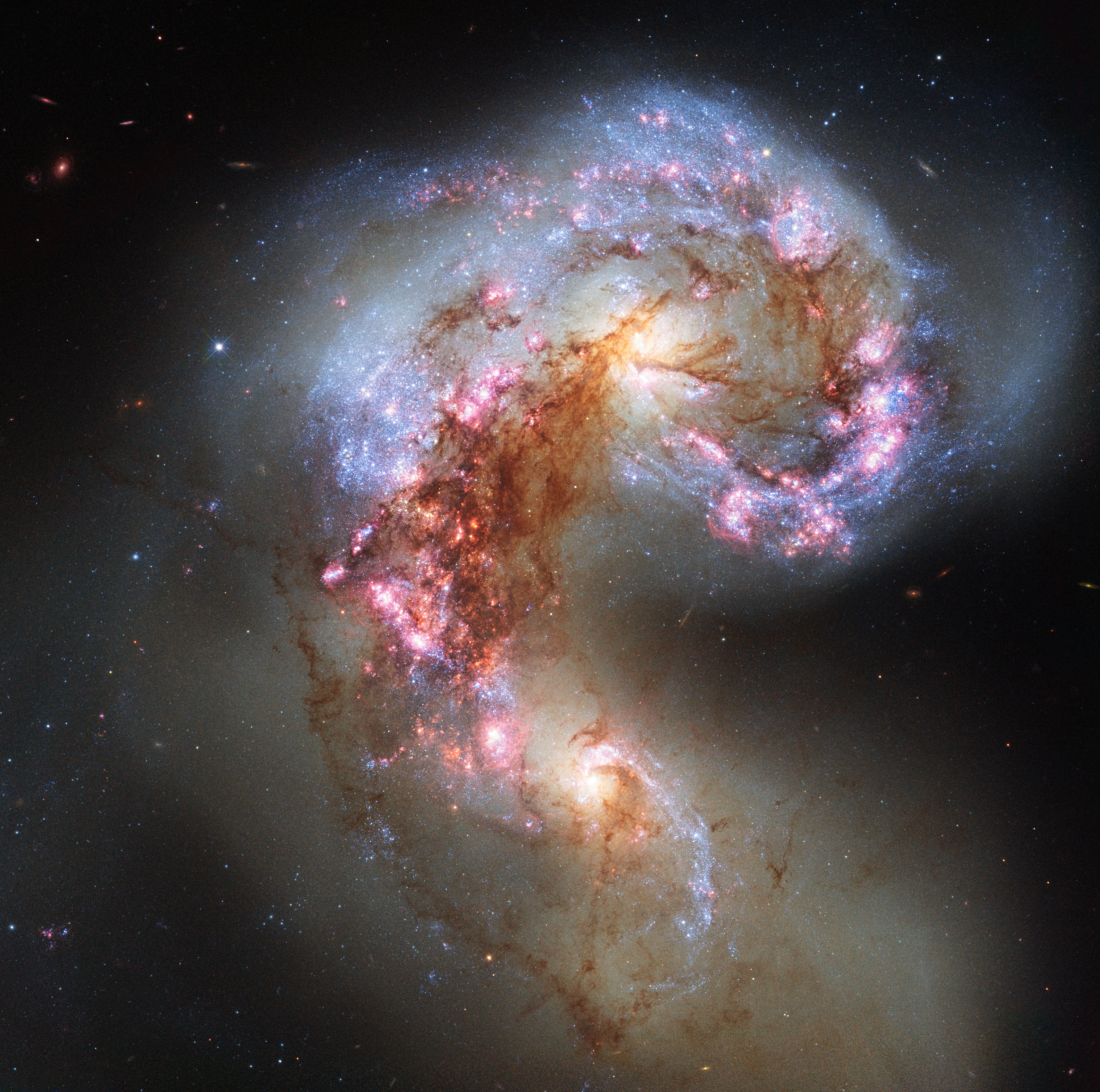
La galaxie des Antennes en lumière visible et en proche infrarouge par la caméra à large champ WFC3 du télescope spatial Hubble.
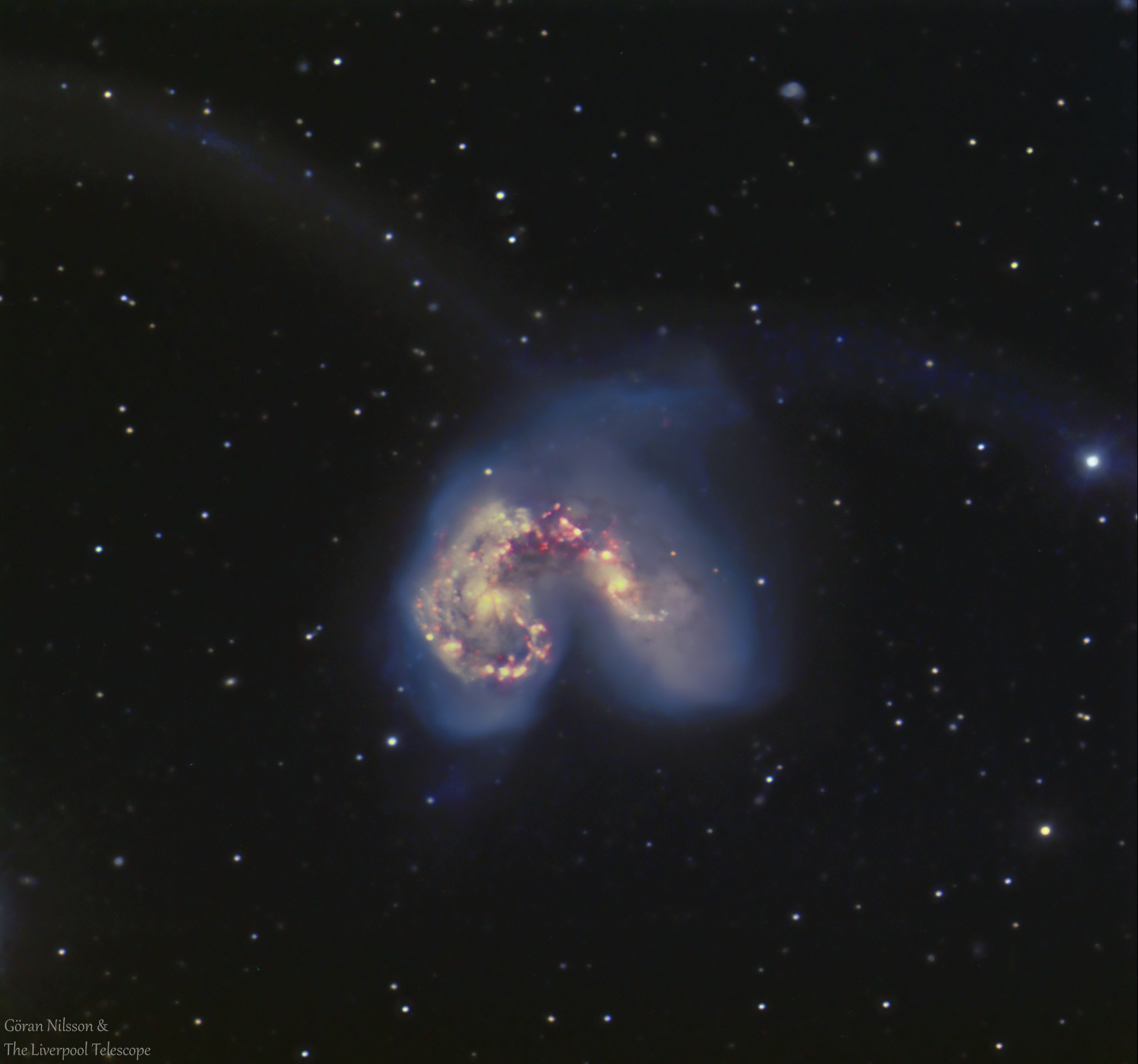
Image captée par le télescope Liverpool.
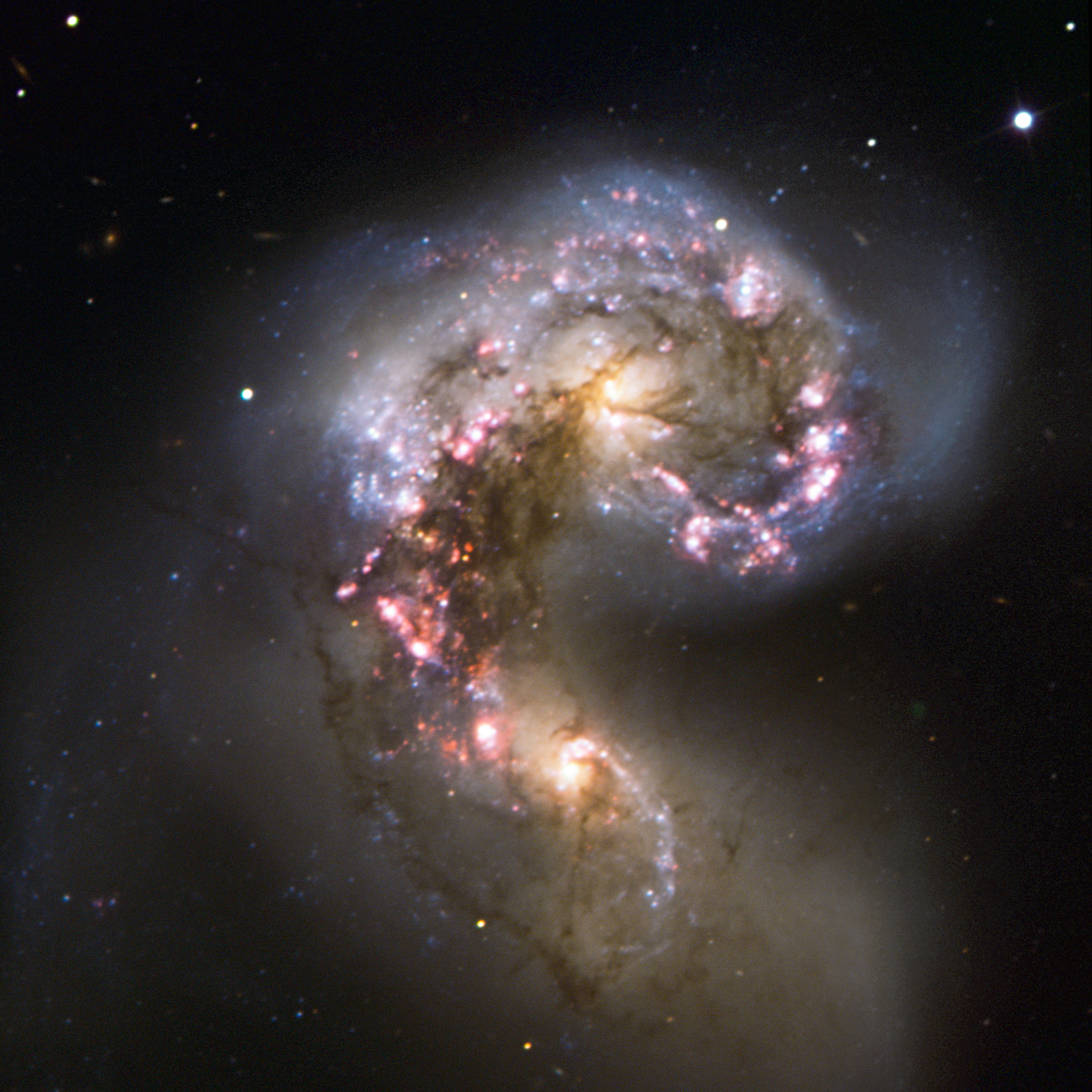
Les Antennes par le VLT de l'Observatoire européen austral.
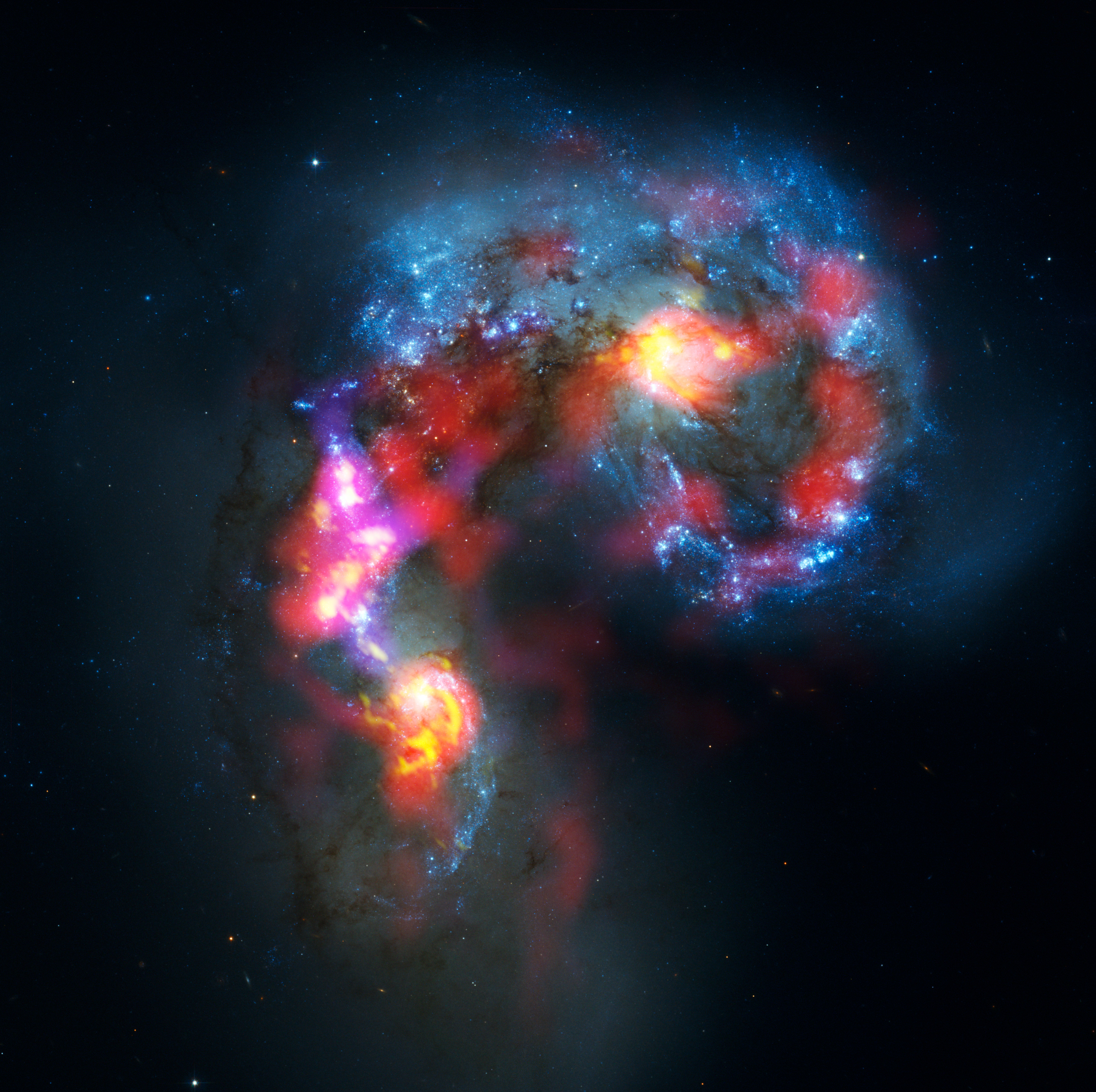
Cette image est une composition des données en onde radio captées par le réseau de radiotélescopes ALMA et en lumière visible provenant du télescope spatial Hubble.
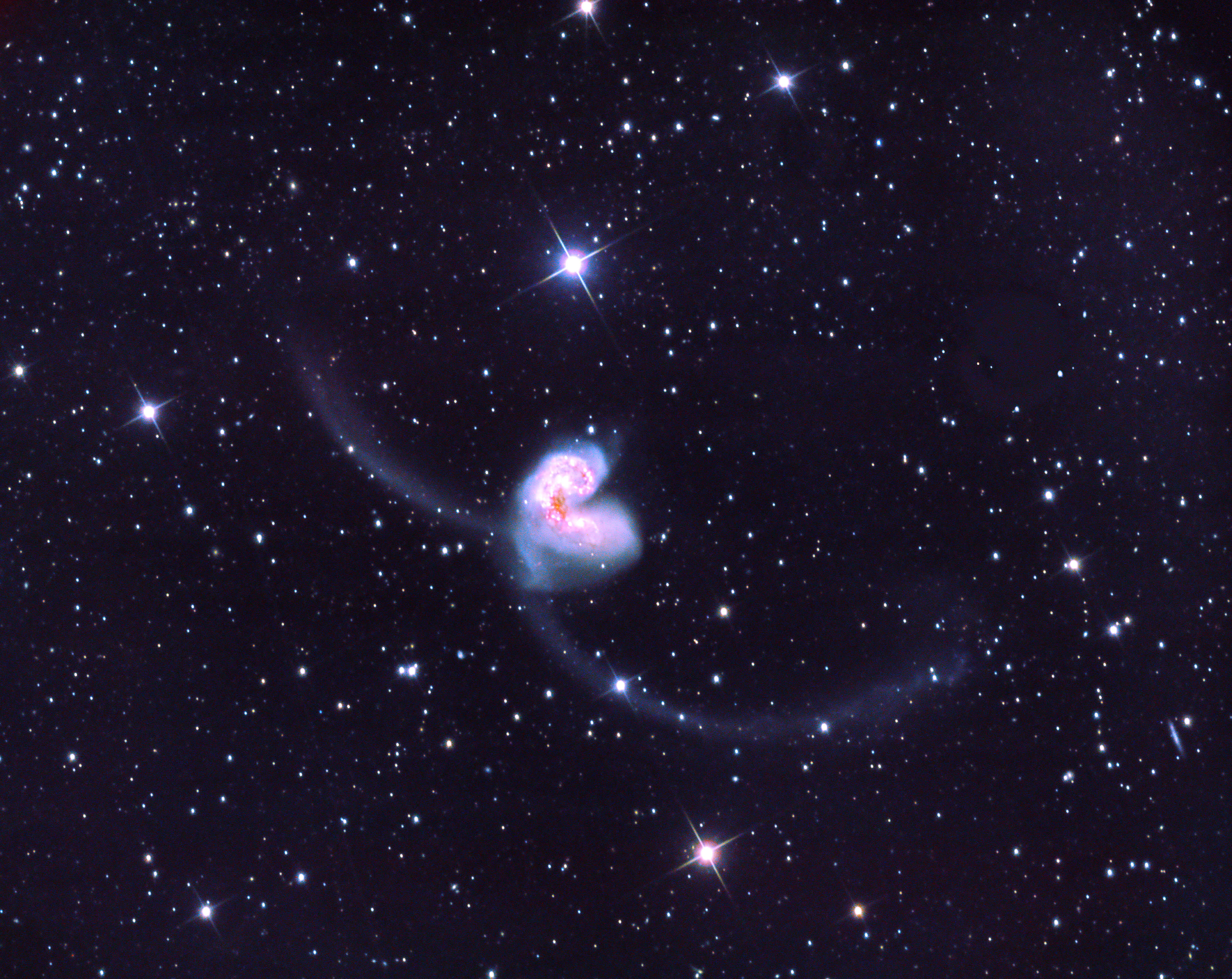
NGC4038 vue en faible grossissement.